# Wigwam River
Wigwam River är ett vattendrag i Kanada.   Det ligger i provinsen Ontario, i den sydöstra delen av landet, 700 km nordväst om huvudstaden Ottawa. Wigwam River ligger vid sjöarna  Horsey Lake och Waboose Lake.
I omgivningarna runt Wigwam River växer i huvudsak barrskog. Trakten runt Wigwam River är nära nog obefolkad, med mindre än två invånare per kvadratkilometer.